# Renate Eisenegger
Renate Eisenegger née en 1949 à Gelsenkirchen, est une artiste et photographe féministe, allemande et suisse.

## Biographie
Renate Eisenegger est née en 1949 à Gelsenkirchen. Elle grandit dans la vallée de la Ruhr. De 1968 à 1971, elle étudie à l'académie des beaux-arts de Düsseldorf . En 1972 et 1973, elle séjourne à l'Institut suisse de Rome, pour se consacrer entièrement à ses recherches artistiques. En 1973 et 1974, elle poursuit ses études à l'académie des Beaux-arts de Hambourg. En 1974 et 1975, elle étudie le cinéma à l'académie des beaux-arts de Düsseldorf. En 1978, elle s'installe à Schaffhouse en Suisse.
Dans la série Isolamento, qu'elle réalise en 1972, elle recouvre sa bouche son nez, ses yeux, ses oreilles de ouate, qu'elle couvre entièrement de ruban adhésif blanc. Par ce geste, elle exprime son sentiment d'être un être qui n'a pas le droit d'entendre, de voir, de parler, de respirer.
En 1974, elle recouvre son visage d'un pigment blanc. Dans Hochhaus, elle se photographie le visage rendu impassible par le pigment blanc, en train de repasser le sol d'un couloir d'immeuble. Cette image évoque la répétition, le travail domestique sans cesse à refaire, l'asservissement, la monotonie et la perte d'identité.
Ses deux séries font partie de la collection Verbund sur l'avant-garde féministe.
En décembre 2017, René et Renate Eisenegger exposent la série Konsumpalast, à la Vebikus Kunsthalle. Il s'agit d'une série documentaire sur les 28 capitales de l'Europe, réalisée entre 2004 à 2017. Les deux photographes dressent un portrait de l'Europe, à travers les palais de la consommation.

## Rétrospectives
- The Feminist Avant-garde of the 1970s, Hamburger Kunsthalle, Hamburg, 2015[5]
- Feminist Avant-Garde of the 1970s, The Photographers' Gallery, Londres, 2017[2]
- Konsumpalast, Vebikus Kunsthalle, Schaffhausen, 2019[4]
- Balance: 1970–1990: Kunst, Gesellschaft, Umwelt, Kunstmuseum Solothurn, Solothurn, 2022
- L'avant-garde féministe, Rencontres photographiques, Arles, 2022[1]